# Alëša Popovič

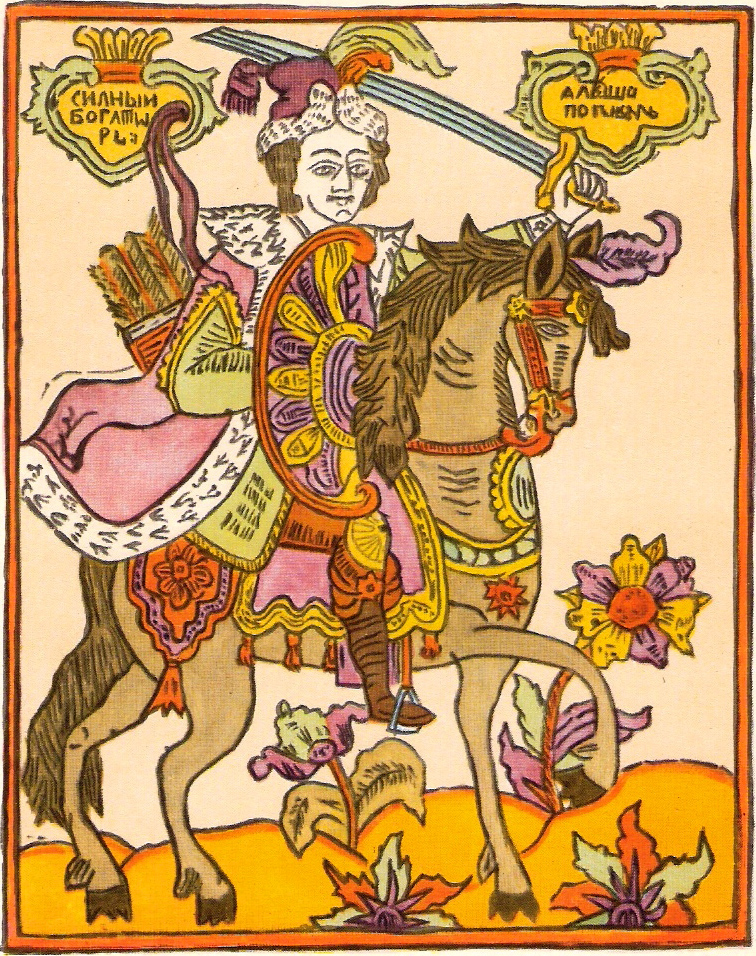
Bogatyr forte Alëša Popovič. Lubok.

Alëša Popovič (Alëša figlio di prete, Алёша Попо́вич) è un eroe nazionale della tradizione popolare russa. La sua figura, insieme a quella di Il'ja Muromec e Dobrynja Nikitič, è inserita nel contesto della cavalleria errante russa, i Bogatyr, impegnata a difendere la vita del principe Vladimir I di Kiev e la Russia dagli attacchi di nemici esterni e di mostri mitologici.
Le sue gesta sono caratterizzate non da una preponderante forza fisica ma dalla capacità di rivoltare a suo favore situazioni intricate grazie alla sua intelligenza. La leggenda più famosa narra di come questi sia riuscito a sconfiggere il drago Tugarin ricorrendo solo e unicamente alla sua furbizia mentre questi minacciava di bruciarlo e soffocarlo. Invaghito della moglie dell'amico ed eroe Dobrynja, cercò di convincerla a sposarlo facendo circolare la notizia della morte del marito. Il ritorno di quest'ultimo rovinò i suoi piani.